# TJuZ (stacja szybkiego tramwaju)
TJuZ – podziemna stacja linii ST2 szybkiego tramwaju w Wołgogradzie, w Rosji. Położona jest między stacjami Profsojuznaja i Jelszanka, na terenie rejonu Woroszyłowskiego.
Stację TJuZ oddano do użytku 1 grudnia 2011 r. Jej nazwa wywodzi się od pobliskiego Wołgogradzkiego teatru młodego widza (ros. Wołgogradskij tieatr junogo zritiela).

## Historia
Budowa drugiego etapu linii szybkiego tramwaju w Wołgogradzie rozpoczęła się w drugiej połowie 1985 r. Do końca 1992 r. zakończono drążenie tuneli i zbudowano stacje. Jednak trudna sytuacja gospodarcza w kraju po rozpadzie ZSRR uniemożliwiła zakończenie prac budowlanych. Już na początku lat 90. XX w. finansowanie inwestycji zostało ograniczone, zaprzestano dostaw nie tylko materiałów wykończeniowych, ale także betonu.
Stacja TJuZ została otwarta 1 grudnia 2011 r. wraz z odcinkiem linii Pionierskaja – Jelszanka.

## Konstrukcja
Ściany stacji wykończone są białym marmurem, górna krawędź przypomina swoim kształtem upięte zasłony. Nazwa stacji ma formę dużych, stylizowanych, metalowych liter, górna część liter umieszczona jest na metalowym podłożu. Podłoga jest wykończona czerwonymi i szarymi płytkami granitowymi, krawędź peronu zaznaczono pasami z białego marmuru. Ze stacji prowadzi korytarz do przejścia podziemnego pod ulicą Rabocze-Kriestjanską.
Oświetlenie stanowią trzy żyrandole. Po uruchomieniu stacji operator Mietroelektrotrans postanowił wykorzystać tylko połowę mocy oświetleniowej zainstalowanej na każdej nowej stacji w drugim etapie, ponieważ koszt eksploatacji wszystkich punktów oświetleniowych byłby zbyt wysoki. Według dostawcy sprzętu oświetleniowego, koszt oświetlenia każdej ze stacji wynosi około 4 milionów rubli.
Szerokie marmurowe schody łączą peron z holem; nie ma schodów ruchomych. W holu znajduje się kasa biletowa i punkt kontroli biletów. Kontroler sprawdza bilety przy pomocy stacjonarnego walidatora, który odczytuje informacje o bilecie z kodu kreskowego. Wieczorem punkt kontrolny jest nieczynny, a zakupu biletów dokonuje się u konduktora w tramwaju.

## Galeria

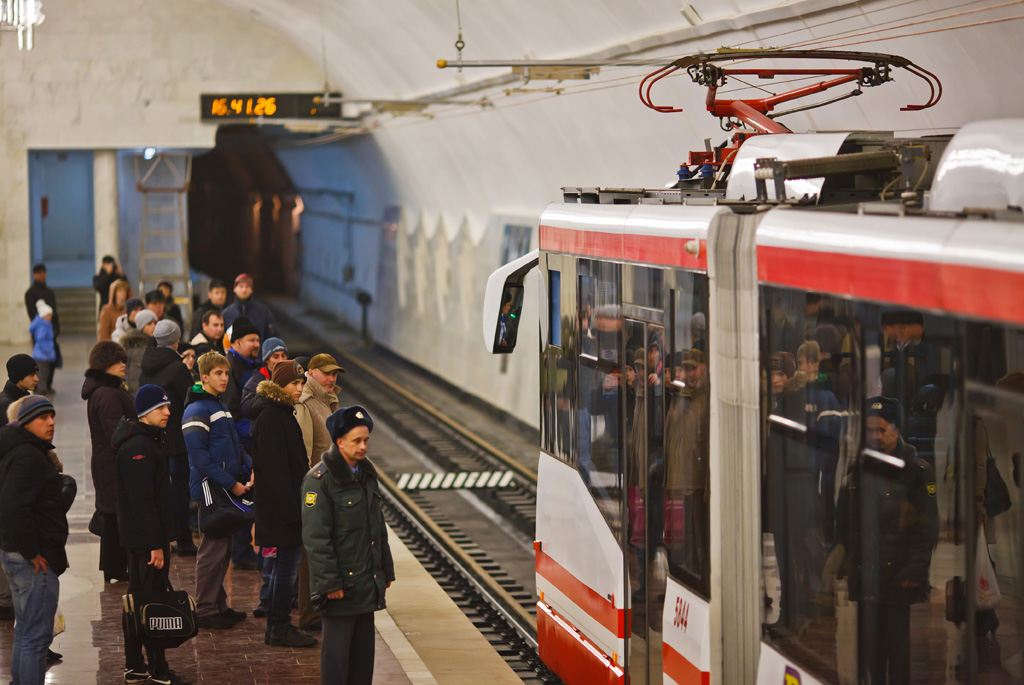
Uroczyste otwarcie stacji TJuZ
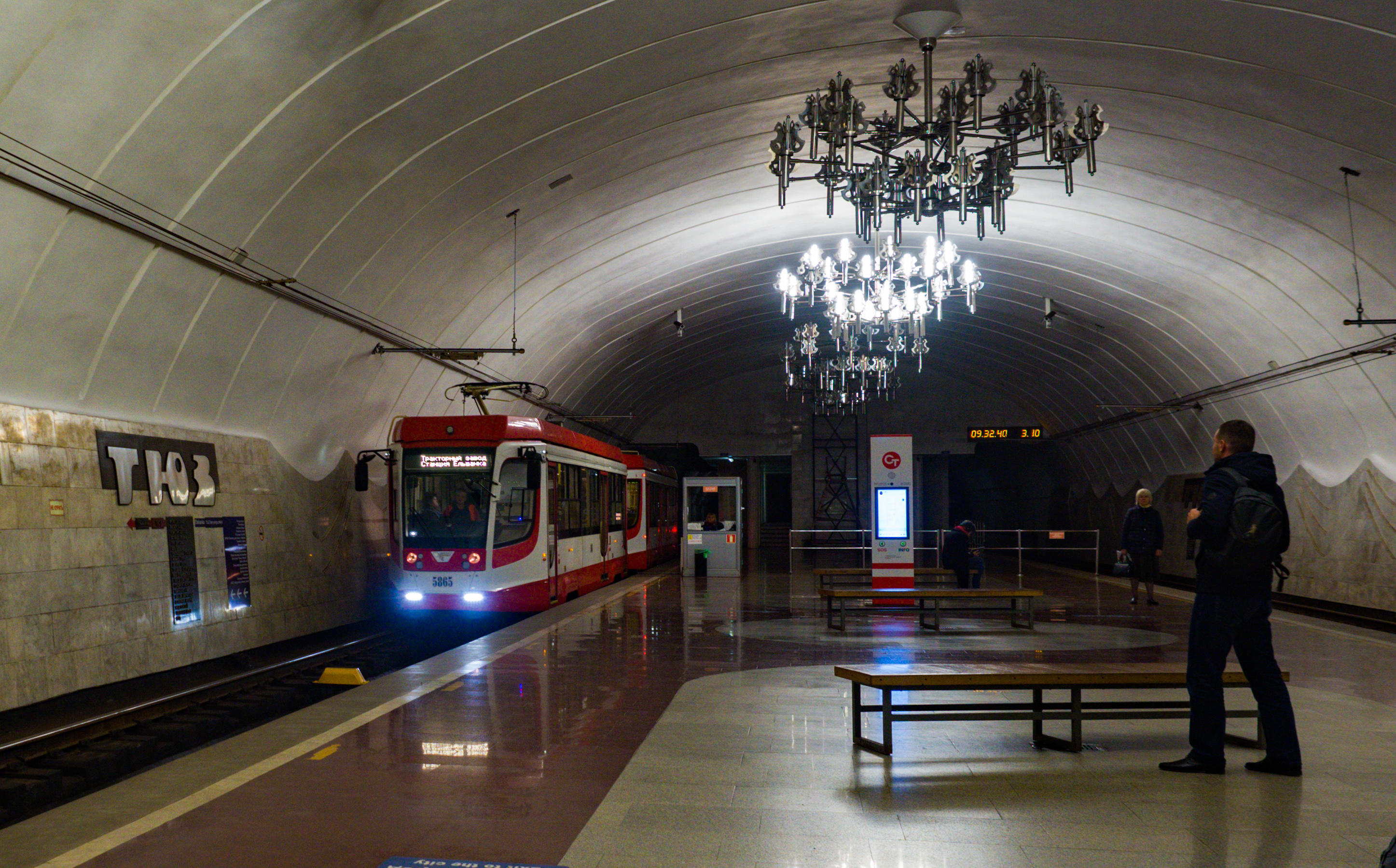
Skład tramwajów KTM-23 na stacji TJuZ
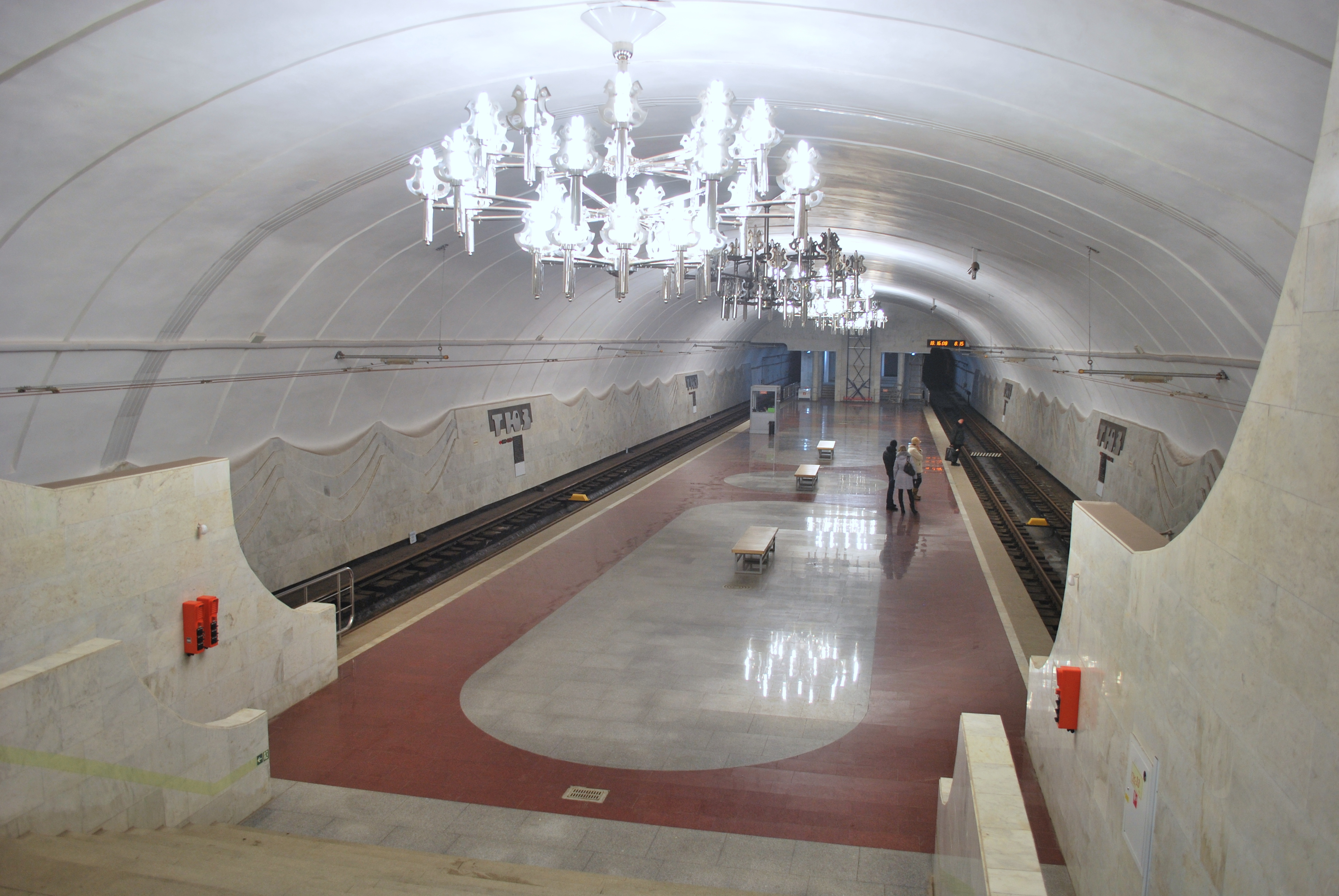
Widok ogólny
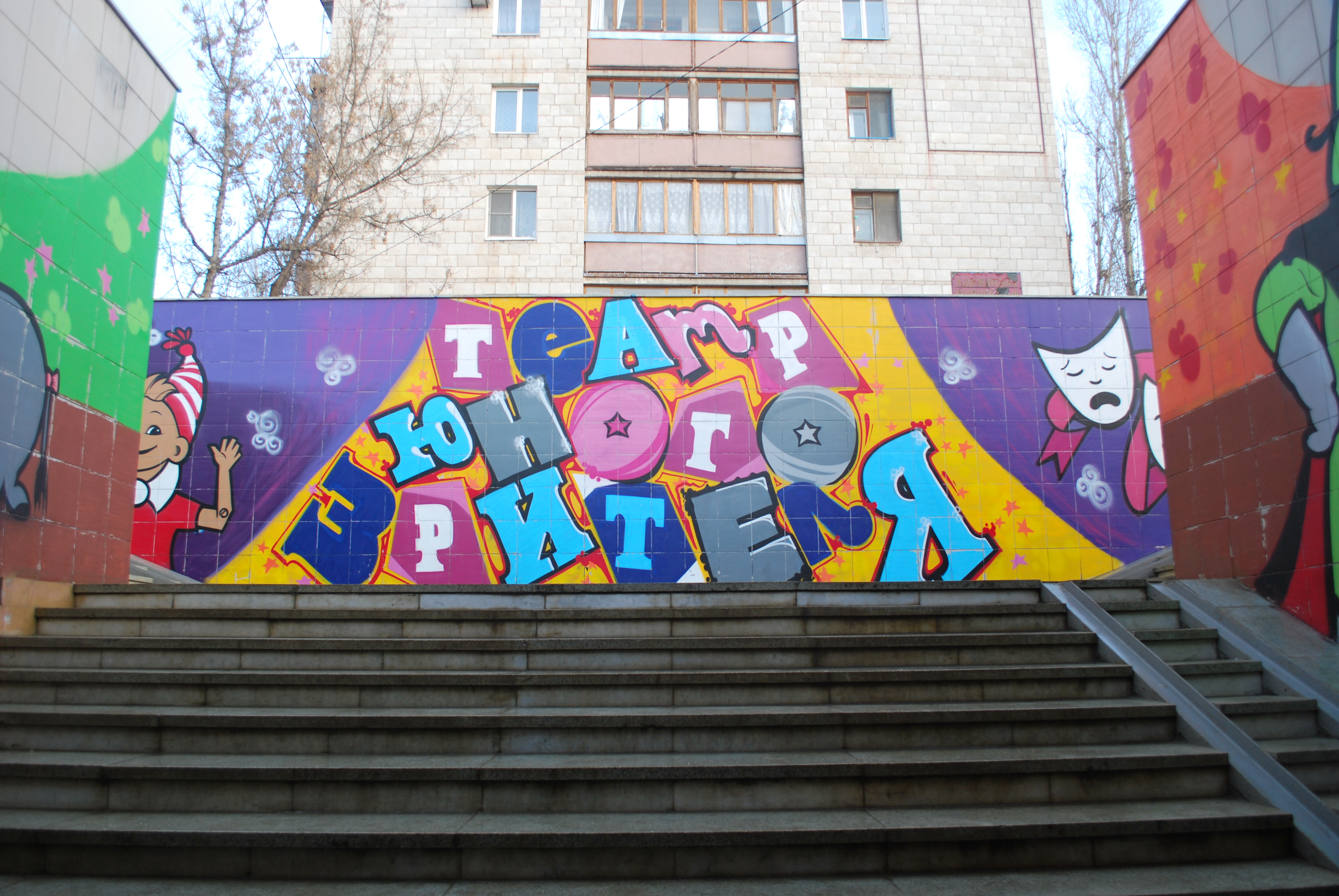
Graffiti przy wyjściu ze stacji